# Colaars
COLAARS - українська англомовна інді група з Києва. На рахунку музикантів три альбоми,.

## Історія
Гурт засновано в 2010-му. 
Їх перший сингл «BlackFox» був створений в 2012-ому спільно з Аланом Смітом, одним з перших продюсерів Arctic Monkeys, і був прийнятий в ротацію радіостанцій Шеффілда, Праги і Барселони. В цьому ж році вийшла і дебютна платівка музикантів «Wood Arsenal».
У 2014 COLAARS випускають другий сингл «Native». Над ним працював лондонський продюсер Х'ю Фотергілл, що співпрацював свого часу з Wolfgang, індітронщікамі Hadouken, Kodaline, LaRoux.
В 2015 році на трек "Golden Girl" з цього синглу був знятий кліп.
Влітку 2016 року гурт став учасником фестивалів України, серед яких фестивалі "Файне місто", Pivden, Hedonism, Koktebel Jazzта інші. 
В квітні 2017 року гурт випустив  міні-альбом — "Underheart".  
Реліз містить загалом п'ять треків. Над звучанням ЕР працював Hugh Fothergill, саундпродюсер із Лондону, який також  мав співпрацю із Petite Meller, Wolf Gang, Eliza Doolittle тощо.
Гурт всередині липня 2018 року оголосив, що припиняє діяльність, хоча ще у жовтні минулого року музиканти повідомляли, що працюють над новим матеріалом. Причини свого рішення музиканти не повідомили.   

## Учасники
Дмитро Ткач — вокал, клавіші
Олександр Успенський — гітара, бек-вокал 
Артем Невський — бас
Євген Виноградський — ударні

## Дискографія
| Рік  | ЕР           |
| ---- | ------------ |
| 2012 | Wood Arsenal |
| 2014 | Native       |
| 2017 | Underheart   |

## Відео
| Рік  | Відео       |
| ---- | ----------- |
| 2013 | Black Fox   |
| 2015 | Hurricane   |
| 2015 | Golden Girl |

1. ↑  http://colaars.com/ [Архівовано 18 серпня 2016 у Wayback Machine.] — офіційний сайт гурту
2. ↑  http://bestin.ua/culture/music/9801/ [Архівовано 5 серпня 2016 у Wayback Machine.] — біографія гурту
3. ↑  http://show.obozrevatel.com/article/71854-posledovateli-arctic-monkeys-snyali-golden-girl-s-temperaturoj.htm [Архівовано 5 серпня 2016 у Wayback Machine.] — новина про зйомки кліпу
4. ↑  http://fainemisto.com.ua/ [Архівовано 28 травня 2015 у Wayback Machine.] — фестиваль "Файне місто"
5. ↑  http://pivdenfest.com/ [Архівовано 10 червня 2016 у Wayback Machine.] — фестиваль Pivden
6. ↑  http://koktebel.info/new/ [Архівовано 31 серпня 2015 у Wayback Machine.] — фестиваль Jazz Koktebel
7. ↑  "Colaars" випустили новий міні-альбом. neformat (укр.). Архів оригіналу за 21 липня 2020. Процитовано 21 липня 2020.
8. ↑  Гурт Colaars припинив діяльність. neformat (англ.). Процитовано 21 липня 2020.